# 491
491 је била проста година.

## Догађаји
- 9. април – Цар Зенон, стар 66 година, умире од дизентерије (или од епилепсије) после 17-годишње владавине. Он нема синове који би га наследили и Анастасије I, дворски званичник (силентиариус) и омиљени пријатељ царице Аријадне, је уздигнут на престо.
- 20. мај – Анастасије I се жени Аријадном убрзо након његовог ступања на власт. Његова владавина је поремећена верским сметњама и грађанским ратом који је започео Лонгин, брат покојног цара Зенона.
- На Хиподрому у Цариграду избијају антиисавријански немири. Лонгин и неколико других Исавријанаца, укључујући генерала Лонгина из Кардале, прогнани су у Тебаиду (Египат).

- Анастасије I  (430-518) води рат са Хунима, Србима и Бугарима. Градовима је олакшао пореско оптерећење и унапредио монетарни систем.
- Патријарх Јевтимије је Анастасија назвао јеретиком, али га је Аријадна убедила да га прихвати, али под једним условом: Анастасије је потписао одлуке Халкидонског сабора.
- Сабор јерменских епископа у Вагаршапату осудио је Халкидонски сабор. Почетак одвајања јерменске цркве од Цариградске патријаршије.
- Почетак маздакитског покрета у Ирану. Маздак држи говор у Ктесифону. Многи племенити људи су убијени.
- Телеути су се поделили на северне и јужне.
- Аел од Сасекса опседа и осваја утврђени град Андеритум у јужној Британији. Он масакрира становништво, очигледно подримско Бритонце.
- 9. јул – Одоакар врши ноћни напад са својим херулским гардистима, ангажујући Теодорика Великог у Ад Пинетаму. Обе стране трпе велике губитке, али на крају Теодорик одбија напад, терајући Одоакра да се врати у Равену.
- Муњамиеонг постаје владар корејског краљевства Когурјо.

## Смрти
- Петар Иверски
- Флавије Зенон Август - цар Источног римског царства